# Morti nel 270 a.C.
| Questa pagina contiene informazioni ricavate automaticamente dalle voci biografiche con l'ausilio del template Bio e di un bot. L'aggiornamento è periodico e automatico e ricostruisce completamente la pagina. Se manca una persona in questa lista, sei pregato di non aggiungerla, ma accertati piuttosto che la sua voce biografica contenga il template Bio e che i dati anagrafici siano correttamente compilati. Se il template Bio manca, inseriscilo tu stesso o, in alternativa, metti l'avviso {{tmp\|Bio}} che ne segnala la mancanza. Se i dati riportati sono sbagliati, correggi direttamente la voce biografica; le modifiche saranno visibili in questa lista entro pochi giorni. Per chiarimenti vedi il progetto biografie. La lista contiene solo le 7 persone che sono citate nell'enciclopedia e per le quali è stato implementato correttamente il template Bio. Pagina aggiornata al 10 feb 2025. |

- Alessi, commediografo greco antico (n. 372 a.C.)
- Manio Curio Dentato, romano (n. 330 a.C.)
- Duride di Samo, storico greco antico (n. 340 a.C.)
- Epicuro, filosofo greco antico (n. 341 a.C.)
- Lucio Cornelio Scipione Barbato, politico e militare romano (n. 337 a.C.)
- Menecrate di Efeso, poeta e filosofo greco antico (n. 330 a.C.)
- Patrocle, militare e geografo macedone antico (n. 312 a.C.)